# Noshir Gowadia
Noshir Sheriarji Gowadia (né le 11 avril 1944) est un ingénieur et espion américain d'origine indienne. Il est l'un des concepteurs de l'avion furtif Northrop B-2 Spirit, alors qu'il travaille pour la Northrop Corporation. Il est arrêté en 2005 et accusé d'avoir vendu des secrets technologiques pour la Chine ainsi que pour des organisations privées d'Allemagne, d'Israël et de Suisse,. Le 9 août 2010, il est reconnu coupable de 14 des 17 chefs d'accusation par la United States District Court for the District of Hawaii (en). Il est condamné à 32 ans de prison le 24 janvier 2011.

## Biographie
Gowadia naît à Mumbai dans une famille parsis.
Il émigre aux États-Unis et est naturalisé américain. En novembre 1968, il commence à travailler pour Northrop. Il y travaille jusqu'en avril 1986. Lors de cette période, il est l'un des principaux concepteurs du Northrop B-2 Spirit. En 1999, il fonde N.S. Gowadia, Inc., sa firme de consultant.
En octobre 2005, il est interrogé par des autorités américaines et sa maison à Hawaï est fouillée. Plus tard le même mois, il est arrêté et accusé d'avoir dévoilé des secrets défense. Selon les procureurs, les informations concernent surtout le projet B-2. Dans une déclaration sous serment, Gowadia admet avoir transmis des informations confidentielles « afin d'établir sa crédibilité auprès d'éventuels futurs clients,. » Après son arrestation, Gowadia est maintenu en détention sans possibilité de libération sous caution.